# Juan Pérez de Guzmán y Gallo
Juan Pérez de Guzmán y Gallo (Ronda, 25 de febrero de 1841 — Madrid, 23 de abril de 1928) fue un periodista, historiador y polígrafo español, quien no debe ser confundido con su homónimo y contemporáneo, el bibliófilo Juan Pérez de Guzmán y Boza, II Duque de T'serclaes (1852-1934), igualmente escritor, historiador y miembro de la Real Academia de la Historia.

## Biografía
Estudió en Ronda, Málaga y Madrid y se licenció en derecho en la Universidad Central. Inició su carrera periodística como redactor del periódico conservador La Época, sustituyendo interinamente a su director al fallecer el Marqués de Valdeiglesias. Colaboró en otros periódicos y revistas como La Ilustración Española y Americana, La España Moderna, El Correo Militar y el Memorial de Artillería. Durante un corto tiempo ocupó puestos oficiales en Barcelona. Prologó las obras de su amigo y mentor literario, Antonio Cánovas del Castillo, a cuyo Partido Liberal Conservador perteneció, y escribió numerosas notas biográficas sobre sus contemporáneos. Fue vocal de la Junta de Iconografía Nacional y, tras ser propuesto por Juan Catalina García, el marqués de Laurencín y Vicente Vignau, fue miembro electo de la Real Academia de la Historia, tomando posesión el 20 de mayo de 1906 para ocupar el sitial vacante por la muerte de Manuel Danvila Lo eligieron secretario perpetuo de la Real Academia de la Historia el 12 de diciembre de 1919 tras haberlo sido interinamente por enfermedad del titular E. de Hinojosa en 1913. Ejerció este cargo en plenitud de funciones hasta que una hemiplejía le privó de poder utilizar la palabra escrita en diciembre de 1921, aunque todavía podía redactar de palabra.

## Obra
Centró su labor investigadora en el reinado de Carlos IV y en la Guerra de la Independencia Española: Estudios de la vida, reinado, proscripción y muerte de Carlos IV y María Luisa de Borbón, Reyes de España (1908) o El dos de mayo en Madrid (1908).
Es el genuino representante de la «leyenda rosa» de Manuel Godoy, cuya figura y la de los reyes reivindica en numerosos escritos, como Reparaciones a la vida e historia de Carlos IV y María Luisa, El protectorado del Príncipe de la Paz a las ciencias y a las letras, El Toisón y la Legión de Honor, y, entre otros, La rehabilitación del Príncipe de la Paz.
El conocimiento de la copiosa correspondencia mantenida entre la reina y el privado le llevó a presentar en sus trabajos a una María Luisa «poco menos que canonizable», según Carlos Seco Serrano. Su apasionada defensa de los reyes y del valido, pese a la abundante documentación en que se apoyaba, suscitó una dura réplica desde el extremo opuesto, encarnada fundamentalmente en los escritos del «diplomático metido a historiador» marqués de Villaurrutia.
Pérez de Guzmán ingresó en 1905 en la Real Academia de la Historia, de la que fue secretario perpetuo desde 1913. Publicó sus Memorias de 1913 a 1921. 
Por el libro —finalista del XIV premio Comillas— de La Parra desfilan la leyenda de los amores de la reina con el valido, la relación de este con los hombres de la Ilustración, los complejos avatares de la política internacional, los intrincados meandros de las enemistades interiores y, en fin, los largos años de exilio. Todo ello en un extenso y apretado texto de casi 600 páginas, con un apartado de apéndices dedicado a numerosas notas, gran número de fuentes, copiosa y moderna bibliografía, una valiosa cronología del protagonista de la historia y un utilísimo y muy completo índice onomástico. Una obra, en suma, que viene a llenar el lamentable vacío historiográfico que, como ya se ha dicho reiteradamente, existe en torno a personaje tan decisivo de nuestra historia como fue Manuel Godoy.
El texto no oculta ni disimula los aspectos negativos del ministro: su ambición desmesurada, su falta de escrúpulos a la hora de amasar una cuantiosa fortuna y de acumular bienes y prebendas. Pero al mismo tiempo, el profesor alicantino reconoce dos hechos innegables: primero, que el origen de su privanza y la razón de su ascenso estuvo «en el deslumbramiento que en sus regios protectores produjo la convicción de haber hallado en él al más incondicional guía para conducir la monarquía y encumbrar al país cuando descargaba sobre Europa la tormenta de la Revolución»; y segundo, que Godoy respondió a la confianza que en él se depositó con una lealtad sin fisuras y con un esfuerzo personal extraordinario, «sin regatear un momento de agotador trabajo para conseguirlo», animado siempre por la más diligente voluntad de servicio para con los reyes y para con el país, «aunque pocas veces midió sus fuerzas, y confió demasiado en sí mismo, hasta convertirse en "náufrago", y no piloto, en la tormenta europea».

## Escritos

### Obras literarias
- Las hadas; leyenda original al estilo de los orientales, Madrid, Dorregaray, 1864.
- Dido, Madrid, 1866, tragedia.
- La rosa. Manojo de la poesía castellana, formado con las mejores producciones líricas consagradas á la reina de las flores durante los siglos XVI, XVII, XVIII y XIX por los poetas de los dos mundos; recogiólas de diferentes libros, códices y manuscritos y las publica con noticias biográficas y bibliográficas originales..., Madrid, M. Tello, 1891-92.
- Versos de varia edad, Madrid, Imp. de Fortanet, 1906.

### Obras históricas
- El dos de mayo de 1808 en Madrid. Relación histórica documentada mandada publicar de orden del Excmo. Señor Conde de Peñalver, alcalde presidente de su excmo. Ayuntamiento, y por acuerdo de la Comisión organizadora del primer centenario de su gloriosa efeméride Madrid: Comisión Ejecutiva del Centenario del Dos de mayo de 1808, 1908.
- Estudios de la vida, reinado, proscripción y muerte de Carlos IV y María Luisa de Borbón, reyes de España, Madrid: Imprenta de Jaime Ratés Martín, 1909.
- El principado de Asturias; bosquejo histórico-documental, Madrid, Manuel G. Hernández, 1880.
- Crónica de la provincia de Cáceres, Madrid, Rubio, Grilo y Vitturi, 1870.
- La discusión parlamentaria de el tratado de comercio con Francia: bajo el punto de vista del trabajo y de la riqueza nacional. Madrid: Impr. de M. G. Hernández, 1882.
- Descubrimiento y empresas de los Españoles en la Patagonia, Madrid, Sucesores de Rivadeneyra, 1892.
- Un matrimonio de estado. Estudio histórico político. Madrid, Perojo, 1877.
- Bosquejo histórico-documental de la Gaceta de Madrid: escrito al entrar en el IV siglo de su existencia y para solemnizar la declaración de la mayor edad del Rey Don Alfonso XIII. Madrid, Sucesora de M. Minuesa de los Ríos, 1902.
- Dogmas de la política de Fernando V el Católico discursos leídos ante la Real Academia de la Historia en la recepción pública del señor don Juan Pérez de Guzmán y Gallo el 20 de mayo de 1906. Madrid, Estab. tip. de Fortanet, 1906.
- Discursos leídos ante la Real Academia de la recepción pública del señor don Juan Pérez de Guzmán y Gallo el 20 de mayo de 1906. Madrid : Fortanet, 1906.
- Algunas rimas castellanas del abad d. Antonio de Maluenda... descubriólas entre los manuscritos de la Biblioteca nacional de Madrid d. Juan Pérez de Guzmán y Gallo; Sevilla, Imp. de E. Rasco, 1892.
- Papeles históricos inéditos del archivo de la secretaría de la Real Academia de la historia, Mayo 1918-Junio 1920. Madrid, Establecimiento tipográfico de Fortanet, 1920.
- Los príncipes de la poesía española Colección de poesías en su mayor parte inéditas de príncipes, grandes y títulos, Madrid, M. G. Hernández, 1892.
- La historia inédita; estudios de la vida, reinado, proscripción y muerte de Carlos IV y María Luisa de Borbón, reyes de España. Madrid, Impr. de J. Ratés Martín, 1908.
- Informe á S. M. el Rey Don Alfonso XIII acerca de el Capitán español Don Antonio Costa de Expedición auxilliar del Marqués de La Romana al Norte y su Sepulcro en Fredericia (Dinamarca) Madrid, 1909.
- Memorias históricas de la Real Academia de la Historia, Madrid: Fortanet, 1913-1921, varios vols.
- De la libertad de imprenta y de su legislación en España, Madrid, imprenta de Fortanet, 1873.
- Bibliografía de Gibraltar, Madrid, Imprenta de Manuel G. Hernández, 1882.
- El autor y los interlocutores de los Diálogos de la Montería, Madrid, 1890.
- Cancionero de príncipes y señores, Madrid, 1892.
- Los artilleros de Monteleón, Madrid, 1908.
- Embajada del Conde de Fernán Núñez en París durante el primer periodo de la Revolución Francesa, Madrid, 1907.
- Memorial sobre la vida de sor Teresa Viver y Candell, superiora del hospital de dementes de Leganés, Madrid, 1904.
- El primer certamen poético que se celebró en España en honor a la Purísima Concepción de María, Madrid, 1904.